# 新西伯利亞地鐵
新西伯利亚地鐵（羅馬化：Novosibirskiy metropoliten）是俄羅斯新西伯利亞的地鐵系統，於1986年1月7日開放營運，有2條路線、13個車站，共15.9公里長。新西伯利亞地鐵是西伯利亞第一個也是唯一一個、俄羅斯第四個和蘇聯第十一個地鐵系統。運營方面是俄羅斯第三繁忙的地鐵。

## 歷史

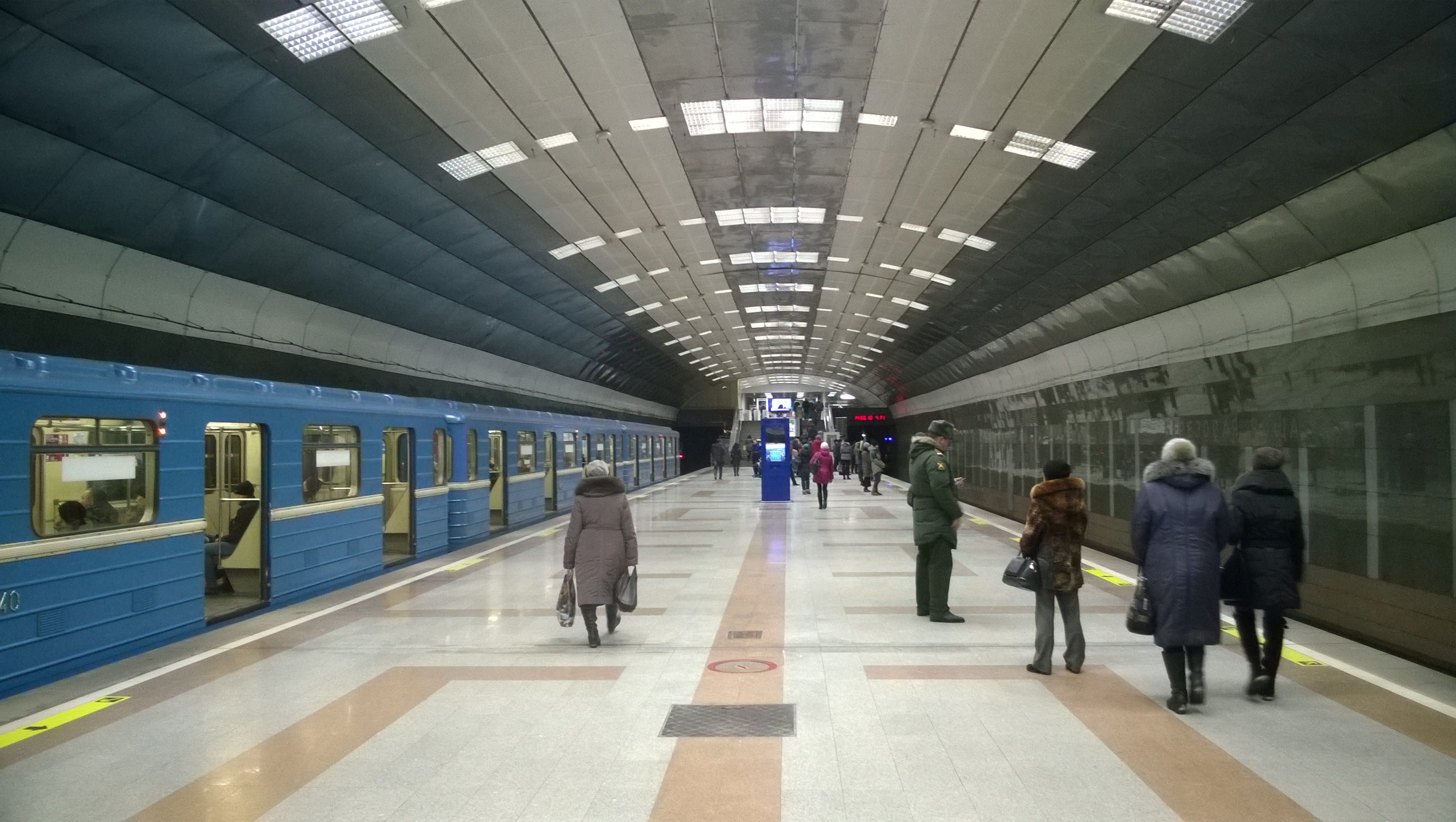
白樺林站（英语：Beryozovaya Roshcha (Novosibirsk Metro)）
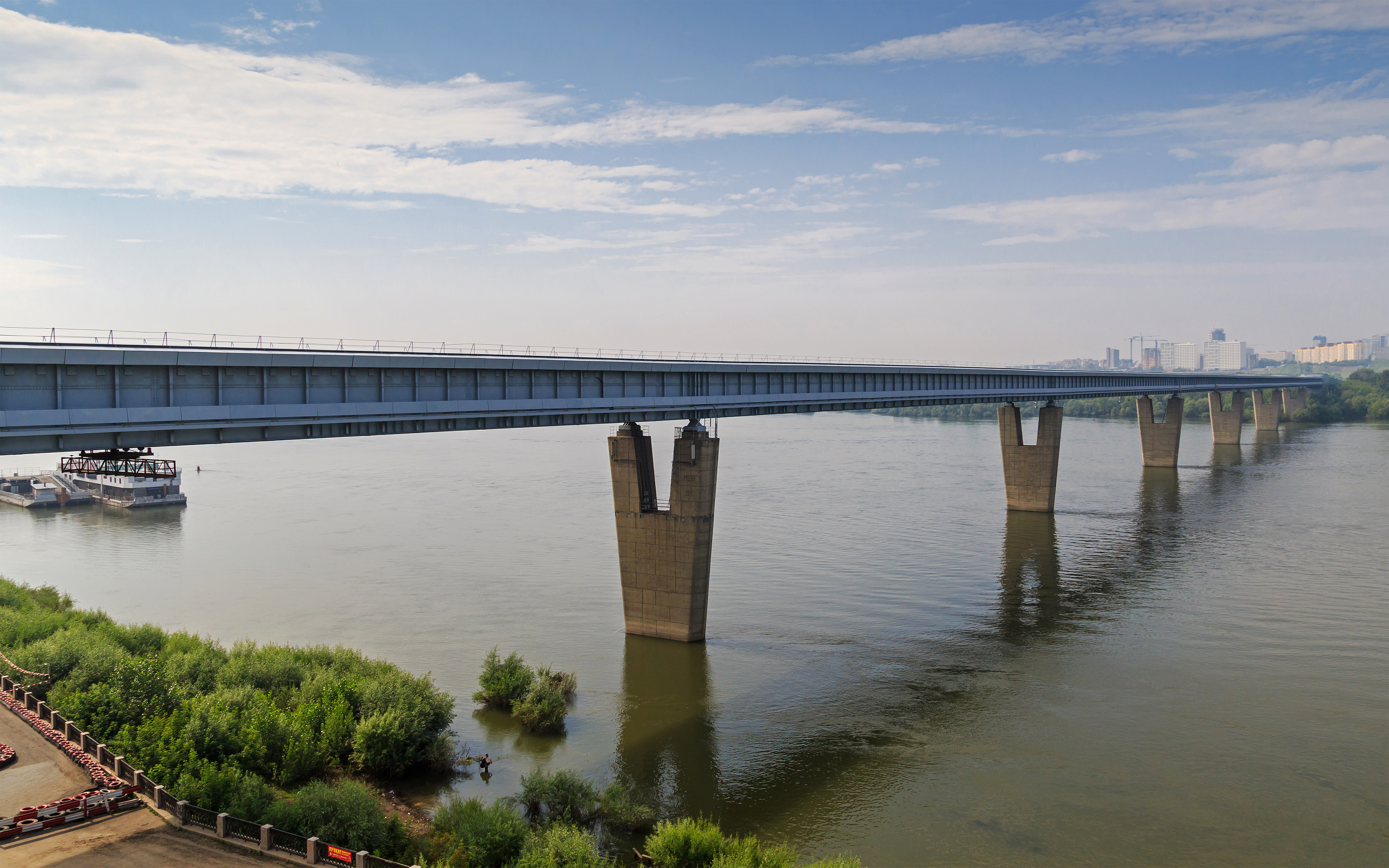
新西伯利亞地鐵橋（英语：Novosibirsk Metro Bridge）
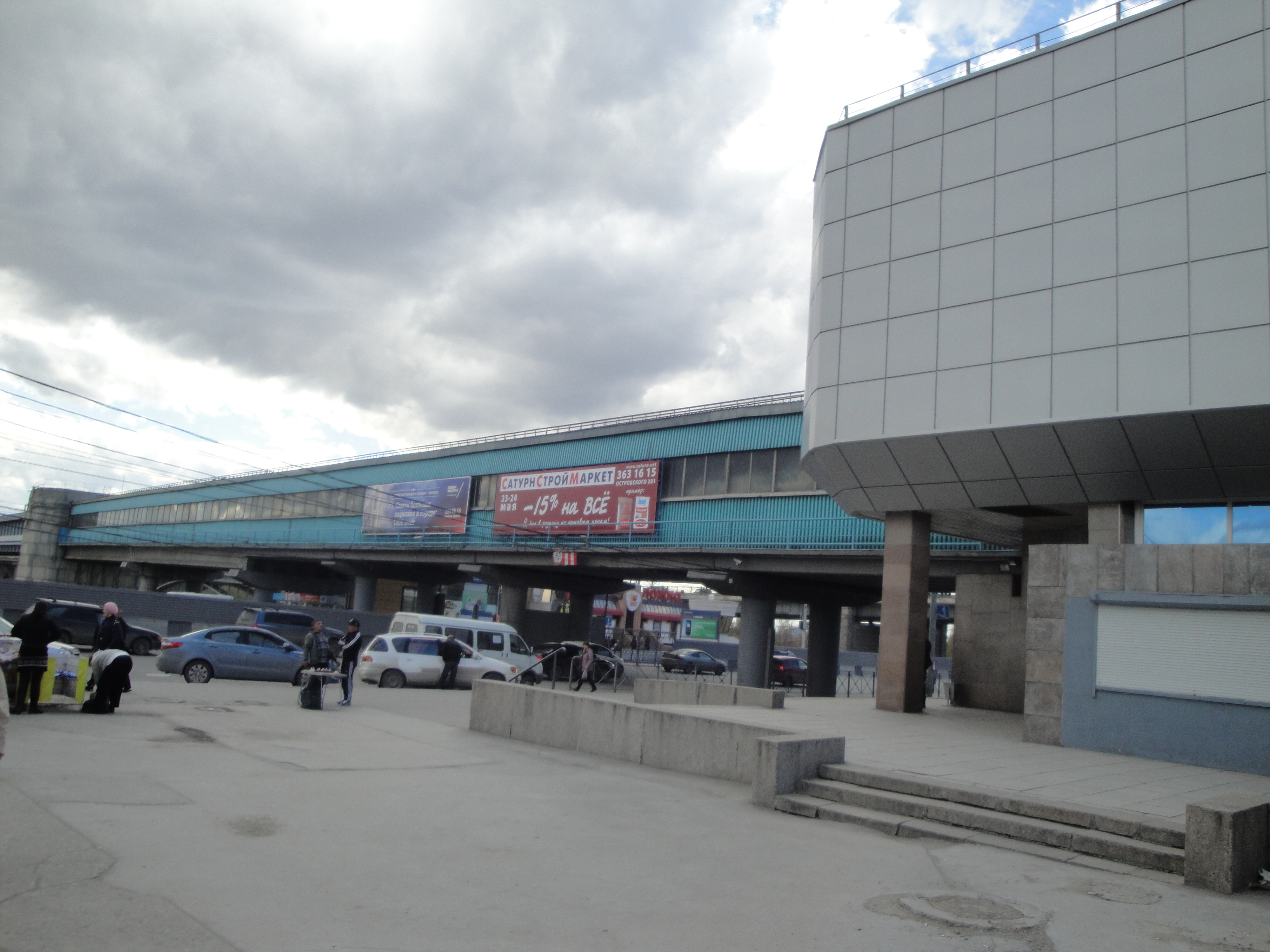
位於新西伯利亞地鐵橋邊的河岸站（英语：Rechnoy Vokzal (Novosibirsk Metro)）外觀

新西伯利亞，建于1893年，是西伯利亞两条大動脈西伯利亞鐵路和鄂畢河交叉口上的交通要冲，自建立之后发展迅速，现在是俄羅斯第三大城市，人口140萬人。1954年在製定新西伯利亞城市規劃時，提出了地鐵建設方案，由於50年代新的城市規劃條例的出台，沒有一個方案被批准。
1962年在製定新西伯利亞發展的新計劃時，再次提出了設計地鐵，同年新西伯利亞人口超過100萬，滿足了蘇聯發展地鐵的要求 (不成文規定)。1970年底新西伯利亞交通發展規劃完成製定，並於次年2月15日提交審批。1978年12月12日，全長13.1公里、設11個車站的地鐵一期工程在蘇聯部長會議上獲得批准。
1979年5月12日新西伯利亞地鐵动工。借鉴着從其他蘇聯地鐵中得到的廣泛經驗，列寧線的首段，包含5个地铁站的路线完成於1986年1月7日並開幕，歷時7年半，成為蘇聯第十一個地鐵和俄羅斯第四個地鐵，其中跨越鄂畢河的新西伯利亞地鐵橋由箱梁構築，全長2,145公尺，是世界最長的全封閉地鐵箱梁橋。1987年12月31日捷爾任斯基線第一段兩個車站開通。
1991、1992年新西伯利亞地鐵共增加3個車站，並完成4條線路、62公里的計劃；但1990年代初蘇聯解體後俄罗斯私有化導致的財政困難导致大部分的工程被凍結，直到2000年12月28日才有新車站投入。2005、2010年新西伯利亞地鐵各增加1個車站，然而2010年10月開通的捷爾任斯基線東端終點站--黃金田野站，因結構問題於開通後遭法院要求封閉改造，直到次年2月才重新開放。

## 路線
| #    | 名稱            | 兩端車站                          | 開放年份 | 最新延伸 | 長度 (km) | 車站總數 |
| ---- | --------------- | --------------------------------- | -------- | -------- | --------- | -------- |
| 1    | 列寧線 (Ленинская)       | 扎爾佐夫斯卡亞 - 馬克思廣場       | 1986     | 1992     | 10.5      | 8        |
| 2    | 捷爾任斯基線 () | 加林米哈伊洛夫斯基廣場 - 黃金田野 | 1987     | 2011     | 5.4       | 5        |
| 總數 | 總數            | 總數                              | 總數     | 總數     | 15.9      | 13       |

## 車輛

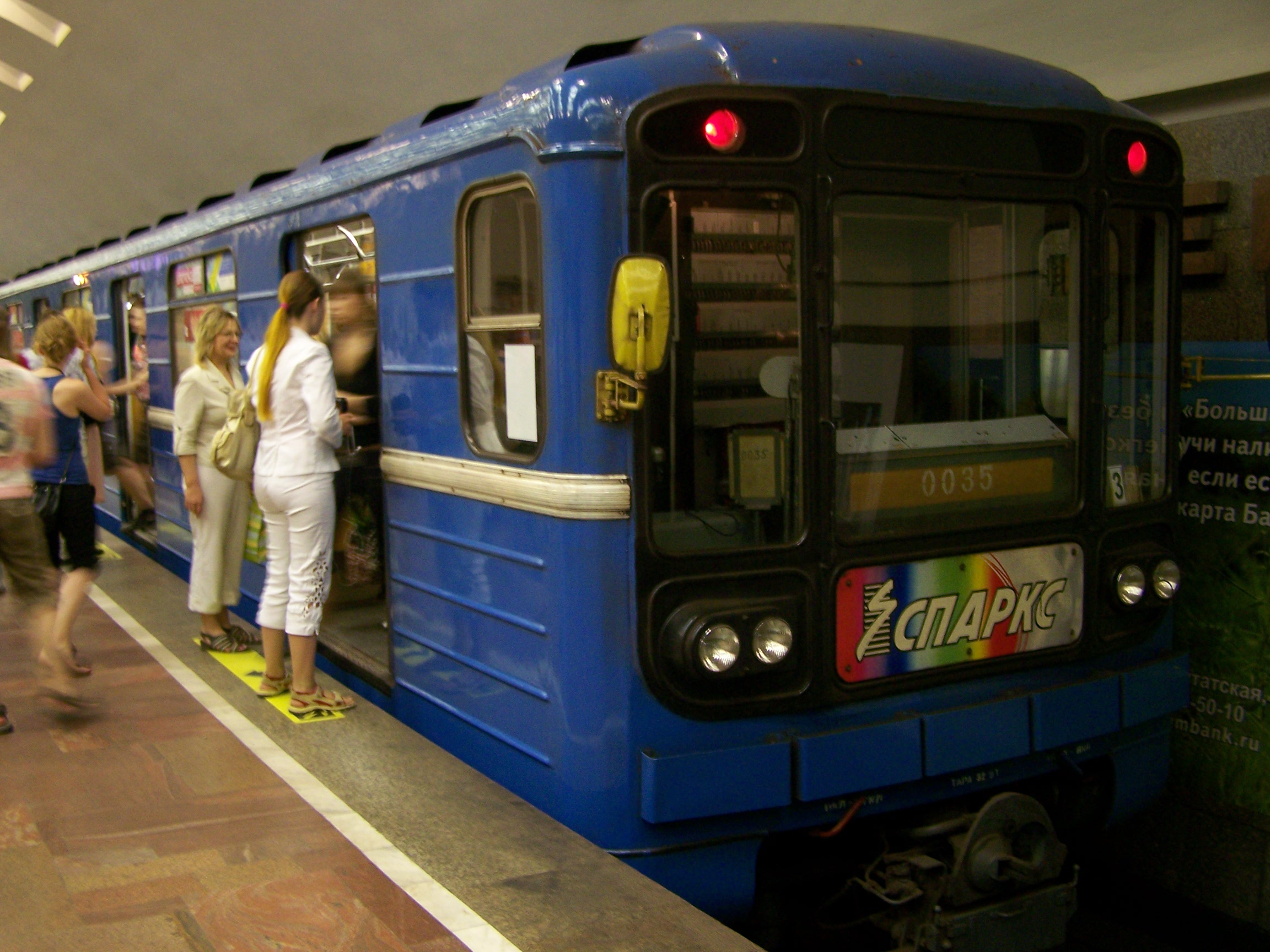
81-717/714列車
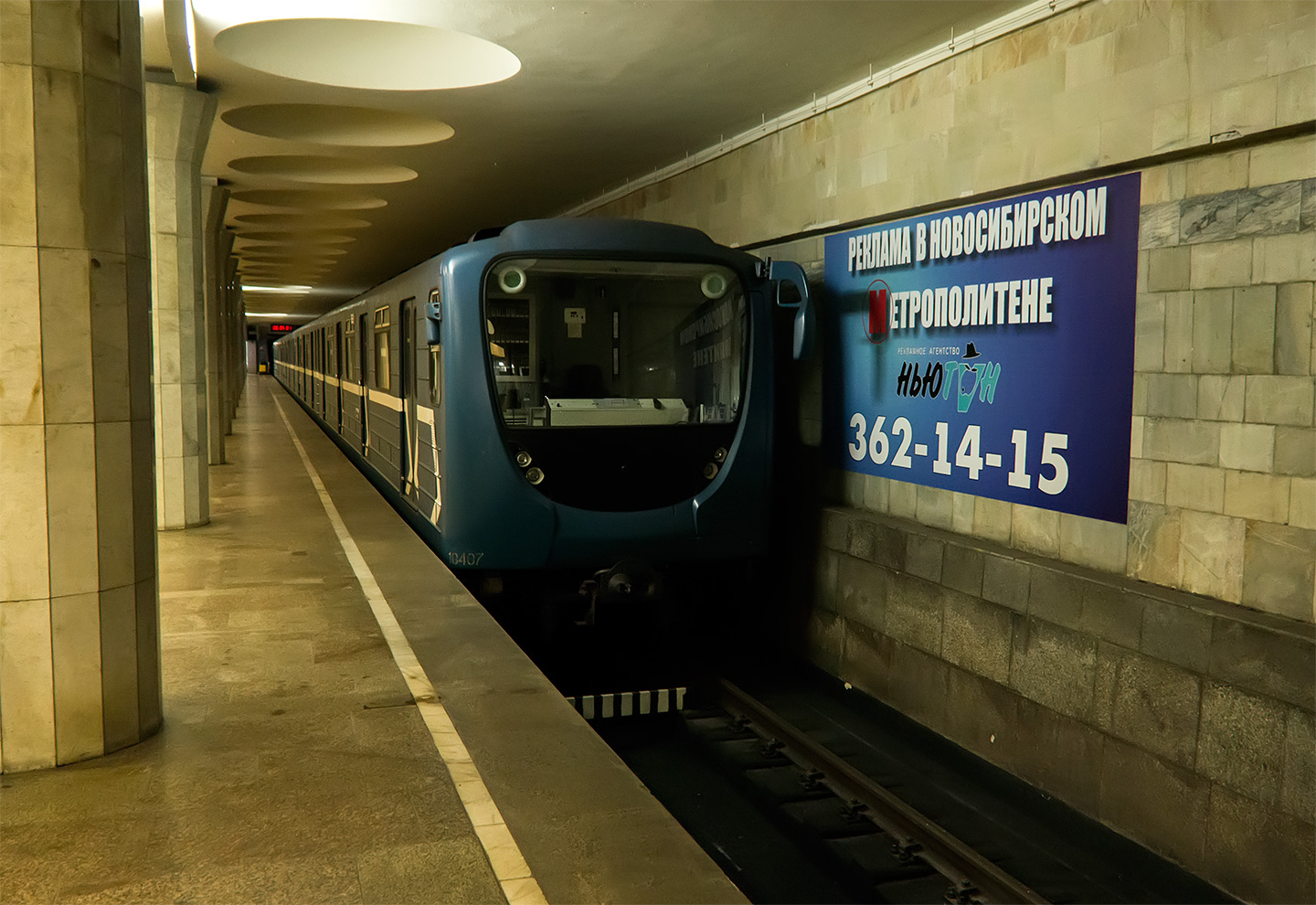
81-540.2N/541.2N列車

新西伯利亞地鐵站站台被建造成適合五節車廂列車的長度，但先行營運四節車廂列車，未來改用五節車廂列車。新西伯利亞地鐵最初使用俄羅斯地鐵車輛製造商VAGONMASH和地鐵車輛機械製造廠 (OAO)製造的地鐵81-717/714型電力動車組，之後又引入子型號81-717.5/714.5、81-717.5M/714.5M、81-717.5N/714.5N。
2011年新西伯利亞地鐵宣布向VAGONMASH購買8輛基於81-717/714及81-540/541的81-540.2N/541.2N型列車，但是2013年VAGONMASH破產未能完成訂單，該訂單由运输机械控股集团旗下的十月電動車輛修理廠承接。2022年8月部分列車擴編為5節車廂。

## 營運
新西伯利亞地鐵於5：45至隔日0：25營運，節假日會延長地鐵的運行時間至隔日1：00~1：30。列車班距從高峰時段的2.5~3.5分鐘到平峰5分鐘，23：00之後延長為15分鐘。自2022年12月23日起新西伯利亞地鐵單程票票價為30盧布，學生票票價為15盧布。

## 未來計畫
列寧線的運動場站正在建造，將於2023年6月啟用，該站在已開通路段上，將服務周圍正在建設的運動場，該運動場是2023年世界U20冰球錦標賽的預定場地，但是由於2022年俄羅斯入侵烏克蘭，俄羅斯主辦該賽事的權利被剝奪，俄羅斯受到制裁也導致運動場站的開通也因此延後。捷爾任斯基線東端延伸2站已經批准但尚未動工。

## 外部連結
- Andrey Pozdnyakov's的網站 （页面存档备份，存于）
- Urbanrail.net 資訊